# Empire Burlesque
Pour les articles homonymes, voir Burlesque (homonymie).
Albums de Bob Dylan
Real Live
(1984) Biograph
(1985)
Empire Burlesque est le vingt-troisième album studio de Bob Dylan, sorti en 1985.

## Titres
Toutes les chansons sont écrites et composées par Bob Dylan.
| 1.    | Tight Connection to My Heart (Has Anyone Seen My Love?) | 5:19 |
| 2.    | Seeing the Real You at Last                             | 4:18 |
| 3.    | I'll Remember You                                       | 4:12 |
| 4.    | Clean Cut Kid                                           | 4:14 |
| 5.    | Never Gonna Be the Same Again                           | 3:06 |
| 6.    | Trust Yourself                                          | 3:26 |
| 7.    | Emotionally Yours                                       | 4:36 |
| 8.    | When the Night Comes Falling from the Sky               | 7:18 |
| 9.    | Something's Burning, Baby                               | 4:51 |
| 10.   | Dark Eyes                                               | 5:04 |
| 46:24 |                                                         |      |

## Musiciens
- Bob Dylan : guitare, claviers, piano, harmonica, chant
- Mike Campbell, Mick Taylor, Ted Perlman, Ron Wood, Sid McGinnis, Stuart Kimball, Ira Ingber : guitare
- Robbie Shakespeare, Bob Glaub, Howie Epstein, Jon Paris : basse
- Sly Dunbar, Jim Keltner, Don Heffington, Anton Fig : batterie
- Bashiri Johnson : percussions
- Vince Melamed, Richard Scher : synthétiseur
- Alan Clark : synthétiseur, claviers
- Al Kooper : guitare rythmique, claviers
- Benmont Tench : claviers, piano, orgue Hammond
- Chops, Urban Blight Horns : cuivres
- David Watson : saxophone
- Peggie Blu, Debra Byrd, Carolyn Dennis, Queen Esther Marrow, Madelyn Quebec : chœurs

## Production
- Bob Dylan : production
- Josh Abbey : enregistrement
- George Tutko, Judy Feltus : technique
- Arthur Baker : mixage

## Pochette
- Nick Egan : conception
- Ken Regan : photographie